# Nascita di una nazione
Nascita di una nazione (The Birth of a Nation) è un film muto del 1915 diretto da David Wark Griffith.
Immesso nel circuito cinematografico l'8 febbraio 1915, è stato uno dei primi film muti, nonché anche il primo realizzato negli Stati Uniti, dotato di una completa colonna sonora musicale e ottenne uno dei maggiori incassi della storia, risultando importante per la storia del cinema anche per le tecniche innovative introdotte.
Nel 1992 il film è stato scelto per la conservazione nel National Film Registry della Biblioteca del Congresso degli Stati Uniti. Nel 1998 l'American Film Institute l'ha inserito al quarantaquattresimo posto della classifica dei migliori cento film statunitensi di tutti i tempi.
Pur se unanimemente lodato per la perizia cinematografica, il film, fin dalla sua uscita, è stato invece aspramente contestato sia in patria che all'estero per i contenuti razzisti verso la popolazione afroamericana, il sostegno al Ku Klux Klan e la misoginia, tanto che anche molti paesi d'Europa ne proibirono la proiezione e ancora oggi la sua proiezione suscita scalpore e polemiche. Accuse dalle quali il regista Griffith cercò di difendersi con il successivo film Intolerance.

## Trama
Il film è ambientato al tempo della guerra di secessione americana ed è composto da due parti. La prima parte mostra l'America prima della guerra civile, con due famiglie in contrapposizione: i nordisti Stoneman, con il politico abolizionista Austin Stoneman (ispirato al politico Thaddeus Stevens), i suoi due figli maschi e la figlia Elsie, e la famiglia sudista dei Cameron, con due figlie (Margaret e Flora) e tre figli maschi tra cui Ben e Phil. Nella seconda parte vengono mostrati gli effetti dell'era della ricostruzione.

### Prima parte

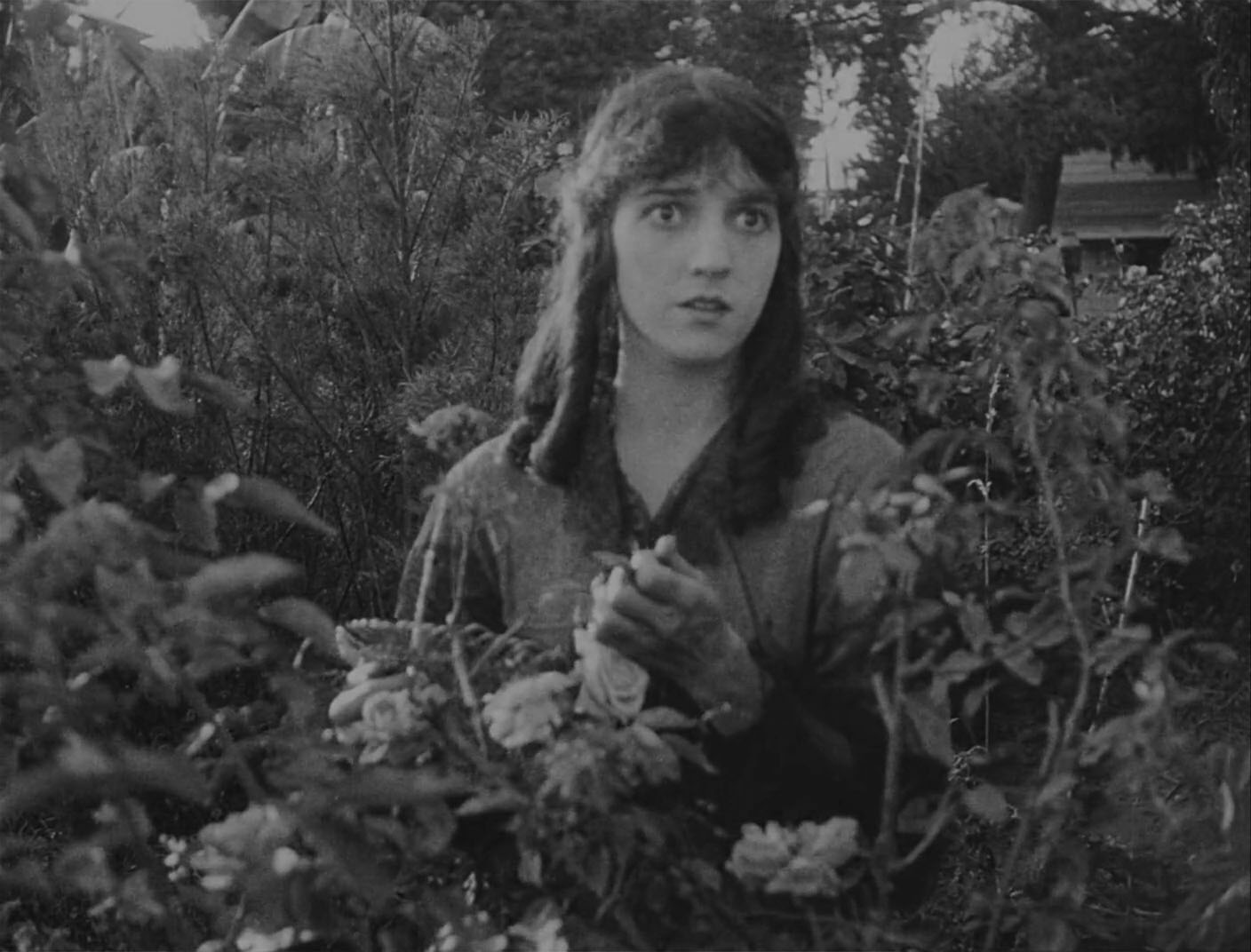
Margareth Cameron (Miriam Cooper)

Nel 1860 Phil Stoneman e il suo fratello più giovane visitano i Cameron nella loro tenuta in Carolina del Sud, emblema del "vecchio sud" e dei suoi valori. Phil spasima per Margaret Cameron, e Ben Cameron si innamora di Elsie Stoneman, dopo averne visto solo una fotografia.
Con lo scoppio della guerra civile, i ragazzi entrano nei rispettivi eserciti (nel caso dei Cameron, la partenza dei volontari è preceduta da una sfarzosa festa da ballo). Un corpo militare nero (con un comandante bianco) razzia la villa dei Cameron: le donne (la signora Cameron e le figlie Margaret e Flora) si nascondono in cantina, e vengono salvate da un gruppo di soldati confederati, avvertiti appena in tempo. 
Intanto, il più giovane degli Stoneman e due dei Cameron sono uccisi in battaglia, mentre Elsie Stoneman decide di diventare infermiera volontaria. I nordisti dirottano dei treni carichi di rifornimenti per le truppe sudiste, e questi ultimi decidono di tentare di recuperarli, senza risultati positivi. Il Nord vince. Ben Cameron (chiamato "The Little Colonel", il piccolo colonnello) viene ferito gravemente e portato in un ospedale nordista, dove lavora Elsie. La madre si reca a trovarlo, e riceve la notizia che suo figlio è stato condannato a morte; si reca quindi, insieme a Elsie, da Abramo Lincoln in persona per chiedere la grazia, che viene ottenuta. La guerra si conclude e il Colonnello Cameron viene mandato a casa.

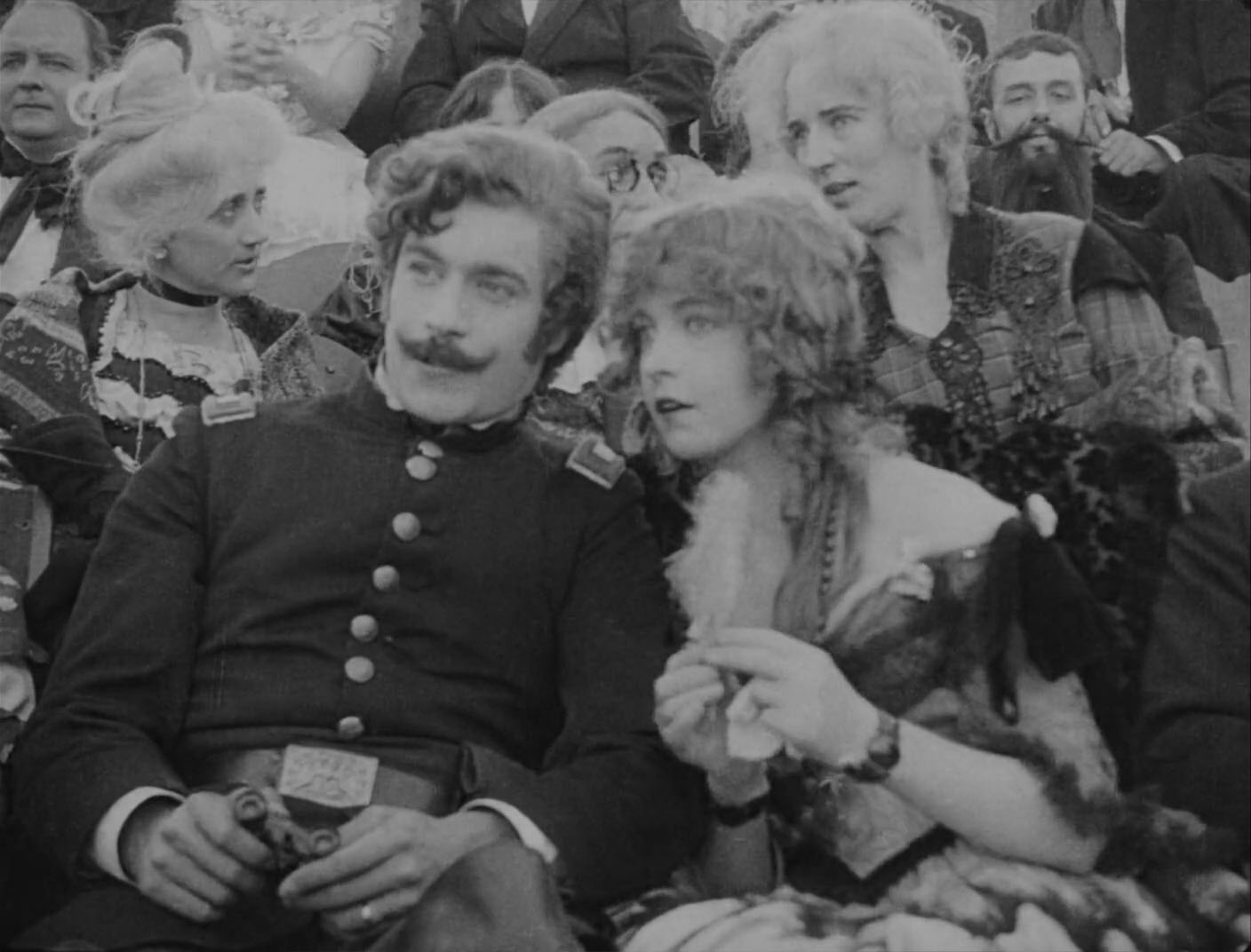
Phil e Elsie Stoneman a teatro, prima dell'uccisione di Lincoln (Elmer Clifton e Lillian Gish)

Austin Stoneman incontra Lincoln e insiste affinché si punisca severamente la gente del sud, ma quest'ultimo rifiuta, dando il via a una prospera ricostruzione di quei territori. Lincoln viene assassinato al Ford's Theater, a una serata di gala a cui anche Phil Stoneman e sua sorella Elsie partecipano. Quando Austin Stoneman riceve la notizia, la sua presunta amante, la domestica mulatta Lydia Brown, comincia a sfregarsi le mani dicendo: "Ora sei tu l'uomo più potente d'America".

### Seconda parte

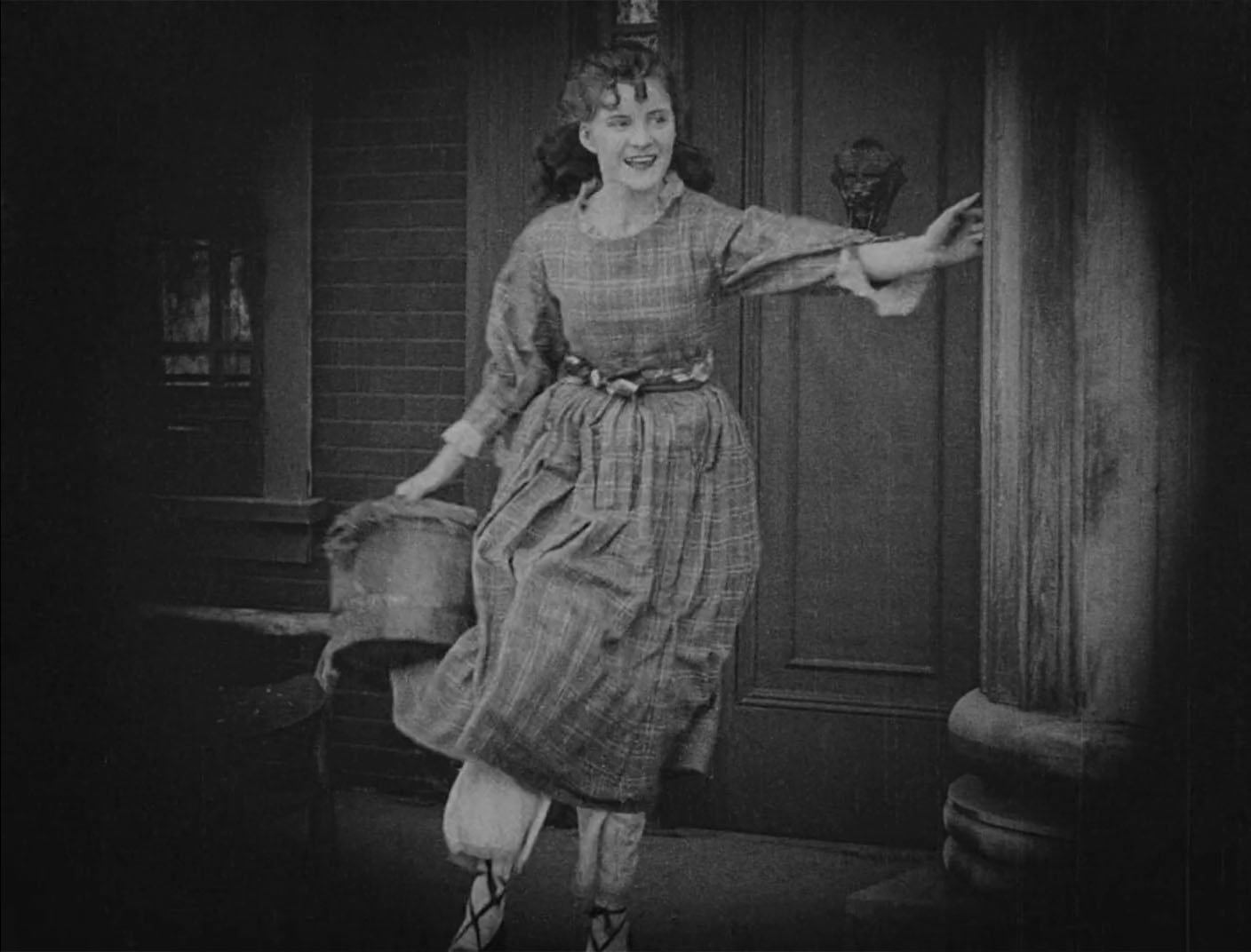
Flora Cameron (Mae Marsh)

La seconda parte si intitola "Ricostruzione". Stoneman, malato, manda il suo protetto Silas Lynch, un mulatto, a Piedmont, affinché organizzi i neri per le elezioni e li sproni a non lavorare più. Mentre Ben Cameron esce a fare una passeggiata con la sorella Flora, un gruppo di soldati neri taglia loro la strada, e Lynch spiega loro che ora i marciapiedi appartengono sia ai bianchi che ai neri. Ben viene pervaso dalla rabbia. Intanto, anche Austin raggiunge il Carolina del Sud, e tutta la famiglia si stabilisce dai Cameron. L'interesse di Lynch verso Elsie si fa sempre più evidente. Quando l'uomo porge la mano a Ben Cameron, questi si rifiuta di stringergliela, con sconcerto di Elsie e di suo padre Austin, presenti alla scena. Nonostante tutto, Ben ed Elsie si concedono una romantica passeggiata, osservati segretamente da Lynch. Anche Phil e Margaret si incontrano in giardino.
Lynch, assalito da smanie di potere, manifesta una certa insofferenza nei confronti di Stoneman, che decide di tradire. Durante i comitati elettorali per i diritti dei neri, questi ultimi (spesso rozzi, arroganti, ignoranti e incivili) ottengono il diritto di voto. Il giorno delle elezioni, ai bianchi viene impedito di votare e vengono cacciati in malo modo da guardie nere armate, mentre vengono chiusi gli occhi su alcune scorrettezze compiute dai neri, come il voto doppio. Silas Lynch viene eletto vicegovernatore.
Intanto, in casa Cameron, Ben racconta di alcuni processi in cui giudici e giuria neri hanno condannato, ingiustamente, dei bianchi. Per strada, i soprusi e le vessazioni compiute da soldati neri nei confronti dei bianchi continuano. Addirittura il fedele servo di un vecchio nero sudista viene legato a un albero e frustato, dal momento che non aveva votato per il movimento antischiavista. Quando il suo padrone viene a soccorrerlo, uno dei soldati gli spara, uccidendolo. Il signor Cameron va in aiuto del servitore ferito che gli racconta tutto l'accaduto.
Durante la prima sessione parlamentare della Carolina del Sud, i rappresentanti neri, in netta maggioranza su quelli bianchi, provocano disordini, mangiando, fumando, bevendo alcolici, poggiando le gambe sui tavoli e togliendosi le scarpe all'interno dell'aula. In mezzo al caos generale, viene approvata una norma secondo cui tutti i bianchi devono salutare gli ufficiali neri, e passa la legge sui matrimoni interrazziali.
Dopo aver visto per l'ennesima volta Lynch parlare con Elsie, Ben Cameron si siede sconsolato, e vede due bambini bianchi che, travestiti da fantasma con un lenzuolo, spaventano e fanno scappare un gruppetto di bimbi neri. Ben, ispirato da questo episodio, decide di dare vita al Ku Klux Klan, con l'intento di scoraggiare i neri e proteggere i bianchi. Subito, alcuni soldati neri avvertono Lynch dell'accaduto e questi decide di uccidere a sorpresa alcuni membri del Klan incappucciati; in seguito si reca da Austin a raccontargli l'accaduto. Austin, a sua volta, comunica alla figlia Elsie che il suo amato Ben fa parte di questo gruppo, che Austin definisce "criminale". Elsie, fidandosi del padre, rompe il fidanzamento. Ben, sconsolato, torna a casa e convince la madre e le sorelle a confezionare costumi con la doppia croce sul petto, tipici del KKK.

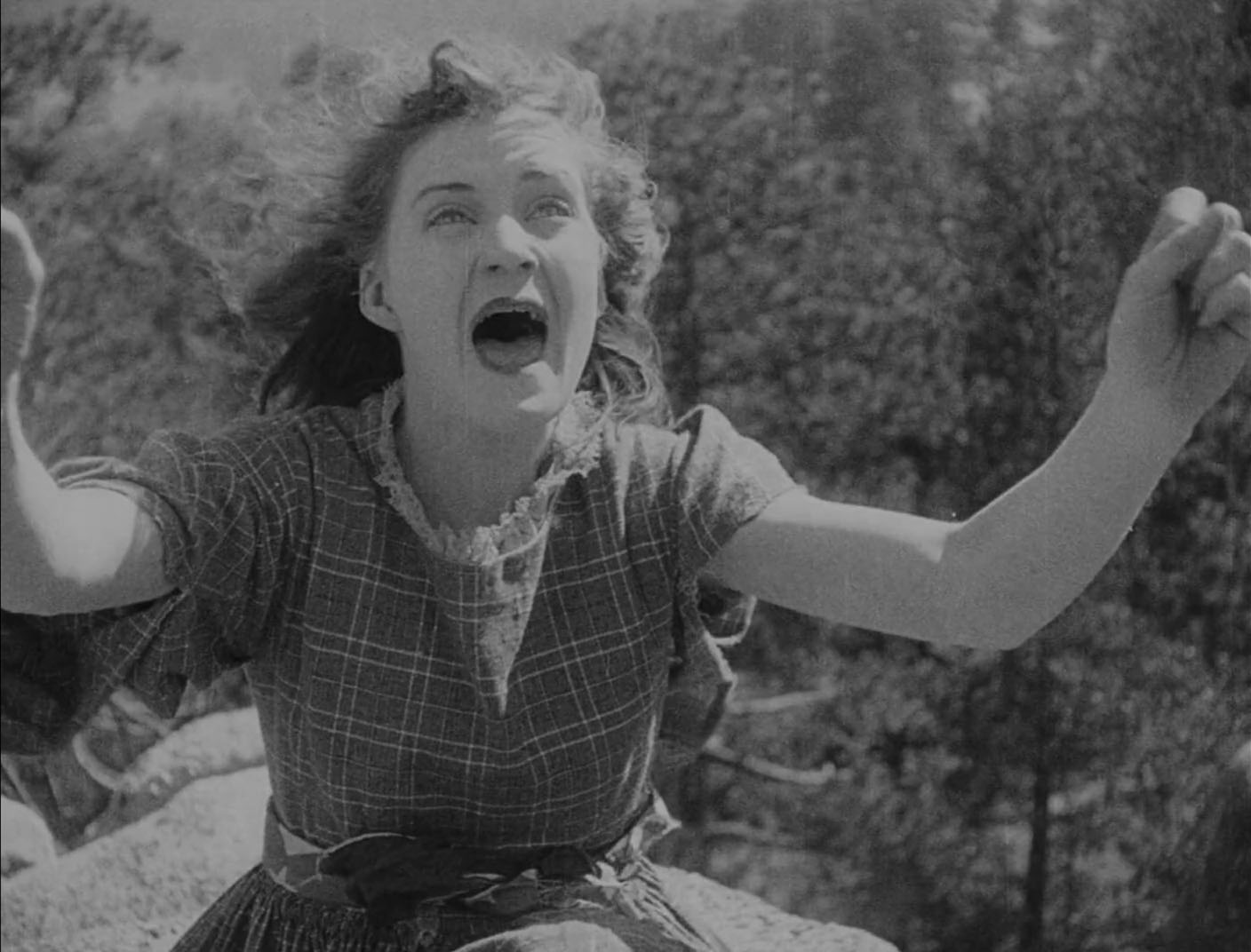
Flora Cameron fugge da Gus

Flora Cameron, la piccola di casa, armata di secchio si reca nel bosco a prendere l'acqua. Mentre si intrattiene con uno scoiattolo, non si accorge di essere stata seguita da Gus, un nero dall'aria molto poco raccomandabile. A un certo punto, decide di presentarsi a lei come "Capitano" e le chiede di sposarlo, benché le sue intenzione appaiano decisamente ambigue nei confronti della ragazzina. Flora, impaurita, dapprima rifiuta; ma vista l'insistenza di Gus, gli tira un pugno e scappa di corsa, inseguita dall'uomo, che le promette di non volerle fare del male. Giunta a un precipizio, la ragazza minaccia Gus che se non la lascia in pace si butterà di sotto, ma il nero non vuol demordere tentando, invano, di convincerla a venire da lui. Allora Flora, per sfuggirgli, si getta giù dal precipizio. Gus, visibilmente terrorizzato, scappa e, mentre fugge, viene visto da Ben che, accortosi dell'assenza della sorella, era uscito a cercarla per rassicurare la madre. Ben infine troverà Flora in fin di vita, e questa gli morirà tra le braccia.

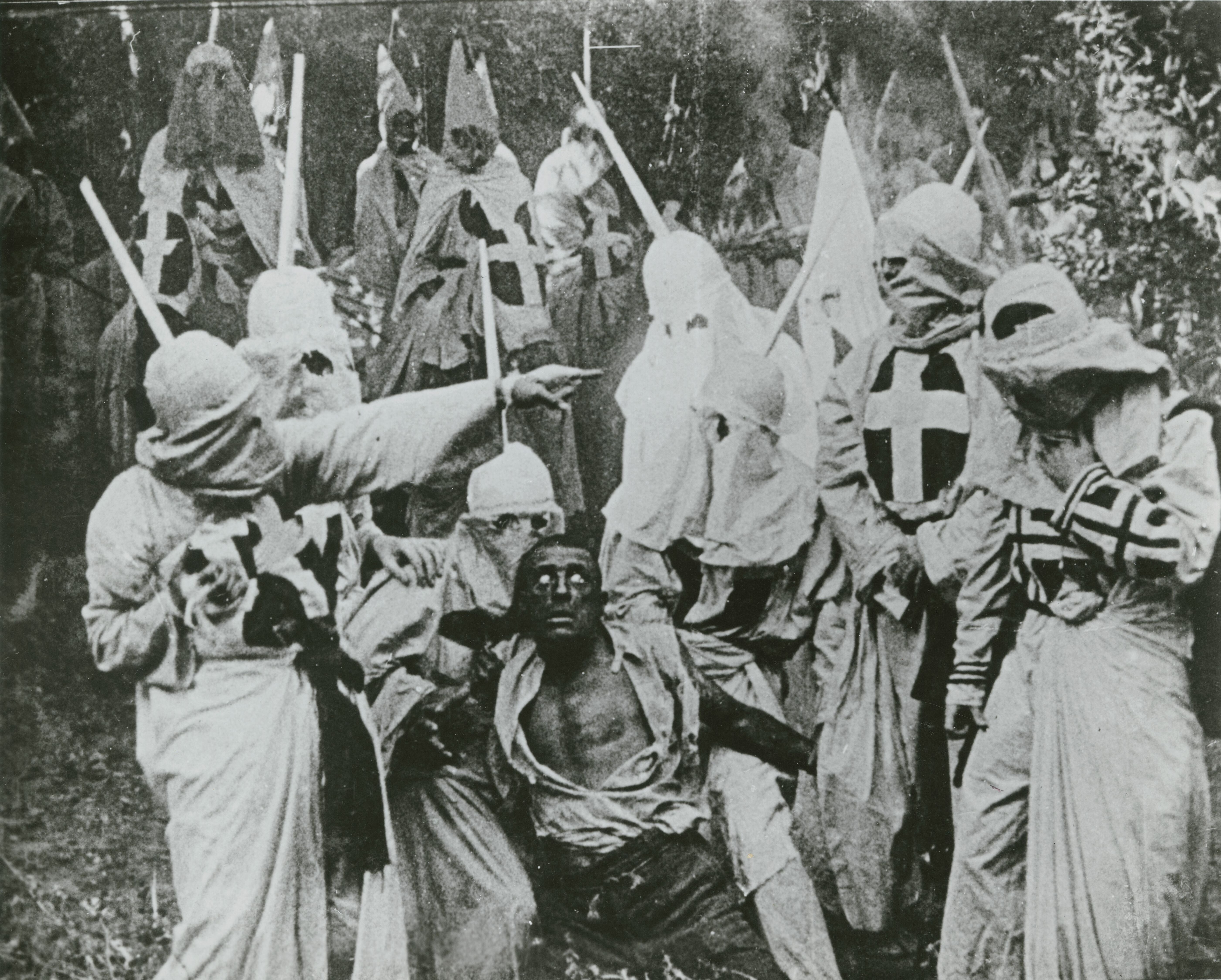
Un Incappucciato prende Gus, un nero descritto come "un rinnegato, un prodotto delle dottrine malate diffuse dai politici traditori."

Alcuni membri del Klan, capitanati da Ben Cameron, cominciano a dare la caccia a Gus, che si nasconde in una taverna, aiutato da alcuni neri. Quando un fabbro bianco entra per chiedere informazioni su Gus, scoppia una rissa in cui l'uomo si trova a fronteggiare, con successo, il gruppo di neri. L'uomo, proprio quando riesce a trovare il fuggitivo, viene colpito a morte da due pistolettate. A questo punto, Gus decide di scappare a cavallo ma viene visto da altri bianchi, che lo acciuffano e lo sottopongono a un sommario processo, condotto da membri incappucciati del Klan. Mentre Flora viene vegliata dai familiari nella camera mortuaria, Gus viene giudicato colpevole e giustiziato. I cavalieri incappucciati lasciano il corpo esanime del nero davanti alla porta del Vicegovernatore Silas Lynch con il marchio KKK.
Lynch, scoperto il cadavere di Gus il mattino seguente, accetta la sfida e ordina di rinforzare le truppe composte da soldati neri. Il vecchio Stoneman, invano esortato dal figlio Phil a rallentare l'applicazione delle sue politiche radicali, per evitare problemi, lascia la città. Intanto, anche i confratelli si preparano, e decidono di disarmare quella sera stessa ogni uomo nero della contea. Dall'altra parte, delle spie decidono di assassinare chiunque si trovi in possesso di un costume del clan. Una di queste spie, intrufolatasi in casa Cameron, vede Margaret che nasconde dei costumi, datigli dal fratello qualche giorno prima, sotto a un cuscino del divano. Avvertito, Lynch manda delle truppe nella villa; i militari, scovati i costumi, arrestano il vecchio Cameron, che viene deriso per strada. Margaret corre da Elsie Stoneman affinché possa influenzare il padre, il quale però è partito e non partecipa quindi all'azione. La coppia di servitori neri dei Cameron (una mammy e un bracciante), fingendosi in un primo tempo amici dei soldati che hanno arrestato Cameron, li attaccano e fanno fuggire il loro padrone. A quel punto, Phil Stoneman, venuto in soccorso assieme a Elsie, spara ai soldati neri.
Il gruppo formato dal vecchio Cameron, la moglie e la figlia Margaret, Phil Stoneman, la coppia di servitori neri dei Cameron e il conducente del carro, fugge, mentre Elsie, saputo che il fratello aveva ucciso un nero durante il salvataggio del signor Cameron, rimane in attesa del padre. I fuggiaschi trovano rifugio in una capanna occupata da due ex soldati nordisti e da una bambina. Tutti si uniscono per difendere il "diritto di nascita ariano".
Intanto, Elsie Stoneman, vedendo che il padre tardava nell'arrivare, va da Lynch per chiedergli aiuto. Silas, invece, le chiede di sposarlo. La ragazza cerca di andarsene, ma l'uomo chiude la porta a chiave. Elsie lo minaccia di farlo frustare per la sua insolenza, e Lynch risponde mostrandole le strade piene dei "suoi" uomini, e assicura che lei sarà la regina di quell'Impero Nero che lui si appresta a costruire. L'uomo, ubriaco in quanto stava tenendo una piccola festicciola prima che Elsie arrivasse, ordina a un sottoposto di preparare tutto per delle nozze forzate. La ragazza sviene, e in quel momento Lynch sente dei suoni: Austin Stoneman è tornato in città. Il mulatto porta Elsie, ancora svenuta, in una stanza accanto, e corre a aprire la porta al suo alleato. Lynch rivela a Stoneman di voler sposare la figlia Elsie, ma il padre si oppone e viene costretto da Lynch a restare nella stanza sotto minaccia di un soldato della milizia dei neri. Nella sala accanto, la ragazza riprende i sensi e rompe i vetri della finestra, viene vista da due spie bianche travestite da neri, ma viene fermata da due servi di Lynch, per svenire di nuovo.
Intanto un gruppo di soldati neri circonda la capanna dei Cameron. Il dottor Cameron vorrebbe costituirsi, sapendo che i neri li attaccano per "colpa" sua, ma i soldati nordisti glielo impediscono.
Nel frattempo, un'armata di cavalieri incappucciati, informati dalle spie travestite, si recano in città a sedare i tumulti dei neri. Irrompono nella casa di Lynch e, finalmente, Elsie viene liberata. L'uomo incappucciato che capitanava il gruppo si toglie il costume, rivelandosi Ben Cameron, e riabbraccia la ragazza. Arriva la notizia dell'assedio ai Cameron: i cavalieri si mettono al galoppo. Il carrettiere ed il bracciante nero dei Cameron periscono nella battaglia all'interno della capanna, e i superstiti sono costretti a barricarsi in un'unica stanza. Quando ormai la situazione comincia a farsi disperata, tanto che il vecchio Cameron e l'ex soldato nordista sono pronti a uccidere le proprie figlie, piuttosto che lasciarle cadere nelle mani dei neri, questi ultimi sono costretti alla fuga dall'arrivo dei cavalieri.
Il Ku Klux Klan sfila trionfante in parata, non prima di aver costretto i neri a consegnare tutte le armi. Anche tutti i protagonisti bianchi della storia sono presenti alla parata. Dopo i festeggiamenti, l'attenzione si sposta sulle elezioni successive, in cui il Klan riesce con successo a revocare i diritti civili ai neri. Il film si conclude con una "doppia luna di miele": Phil Stoneman sposa Margaret Cameron e Ben Cameron sposa Elsie Stoneman. I titoli di coda invitano a "Osar sognare un giorno dorato dove la guerra bestiale non governerà più. Al suo posto il dolce Principe nelle Sale dell'amore fraterno della Città della pace." Nell'ultima inquadratura, le masse oppresse da un dittatore bellicoso sembrano trasformarsi in figure angeliche, simili a Cristo.

## Personaggi
Gli Stoneman, la famiglia nordista
- Austin Stoneman - capofamiglia degli Stoneman, politico abolizionista Leader della Camera dei rappresentanti degli Stati Uniti, ispirato a Thaddeus Stevens
- Elsie Stoneman - figlia
- capitano Phil Stoneman - figlio, è innamorato di Margaret Cameron
- Tod Stoneman - figlio, muore in battaglia vicino a Duke
- Lydia Brown - domestica mulatta

I Cameron, la famiglia sudista
- dottor Cameron - capofamiglia dei Cameron
- signora Cameron - moglie del dottor Cameron
- colonnello Benjamin Cameron (soprannominato "The Little Colonel") - figlio maggiore, crea il Ku Klux Klan, è innamorato di Elsie Stoneman, ispirato al generale Nathan Bedford Forrest
- Flora Cameron - figlia minore
- Margaret Cameron - figlia maggiore
- Wade Cameron - secondo figlio
- Duke Cameron - figlio minore, muore in battaglia vicino a Tod
- Mammy - domestica nera

Altri personaggi
- Silas Lynch - leader mulatto dei neri, protegé di Austin Stoneman
- Gus - nero descritto come "un rinnegato, un prodotto delle dottrine malate diffuse dai politici traditori", viene linciato dal Ku Klux Klan

## Produzione

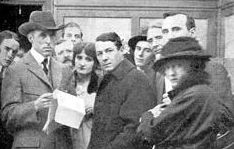
D. W. Griffith insieme al cast

Griffith aveva alle spalle circa sei anni di cortometraggi per la casa di produzione Biograph quando, ispirato dal successo dei lungometraggi storici italiani (all'epoca molto popolari anche negli Stati Uniti), si unì alla Mutual Film Corporation fondando un proprio studio cinematografico, divenuto indipendente nel 1915 come casa di produzione, la Triangle Film Corporation, unitamente a Mack Sennett, con cui produsse la Nascita di una nazione, ben 160 minuti di proiezione.
Con questo film Griffith mise a punto un nuovo modo di fare cinema: fu la prima opera cinematografica pienamente narrativa, dove il rapporto tra interesse verso la storia raccontata e verso le immagini mostrate propende decisamente verso la prima.
Il film era una ricostruzione romanzata di alcuni episodi della guerra di secessione americana, presa da due romanzi piuttosto modesti del pastore battista Thomas Dixon, The Clansman e, in misura minore, The Leopard's Spots. Griffith offrì 10.000 dollari a Thomas Dixon per il soggetto, ma a corto di fondi poté versargliene solo 2.500. In cambio, offrì a Dixon il 25% degli incassi della pellicola: Dixon accettò di malavoglia, ma alla fine ottenne la più grande somma mai pagata per i diritti di una storia, 750.000 dollari di allora.
Il film fu girato in nove settimane, per il costo record di 110.000 dollari, nonostante all'inizio fossero previsti solo 40.000 dollari.
La prima parte descrive alcuni eventi della guerra, fino alla firma della pace. Nella seconda parte tratta dell'anarchia nel Sud dopo la sconfitta, in preda alle orde armate di schiavi liberati. Alla fine arriva a dipingere una sorta di apologia della segregazione razziale, di cui tenta di fornire radici e giustificazioni storiche: secondo il film grazie al movimento del Ku Klux Klan, l'ordine viene ristabilito, arrivando a dipingere in modo positivo il linciaggio da parte di un battaglione di guerrieri crociati (Ku Klux Klan) di un nero, accusato di tentato stupro di una ragazzina.
Sebbene il film usasse alcuni attori neri, la maggior parte sono in realtà bianchi truccati. Per le scene della guerra civile, Griffith fece uso di ingegneri dell'esercito, mandati dall'accademia di West Point, che fornirono anche l'artiglieria. Alcune donne, addirittura, vennero interpretate da uomini.

## Distribuzione
È stato proiettato per la prima volta l'8 febbraio 1915 al Clune's Auditorium di Los Angeles col titolo The Clansman ("L'uomo del Clan") per un pubblico di 2.500 persone. All'ingresso, prima della visione del film, agli spettatori venne chiesto di firmare una petizione per evitare che il Los Angeles City Council ne vietasse la distribuzione. È probabile che la versione proiettata a Los Angeles avesse le scene del "salvataggio dell'ultimo minuto" montate in un differente ordine: il Ku Klux Klan salva prima i nordisti nella capanna e successivamente salva Elsie.
Venne rititolato Birth of a Nation per il debutto sulla costa est a New York il 3 marzo successivo per rispecchiare la tesi del regista secondo cui prima della guerra civile americana gli Stati Uniti fossero solo un gruppo di piccoli stati antagonisti tra loro, e che alla vittoria nordista va dato il merito di aver consolidato la nazione come la conosciamo oggi.

## Accoglienza

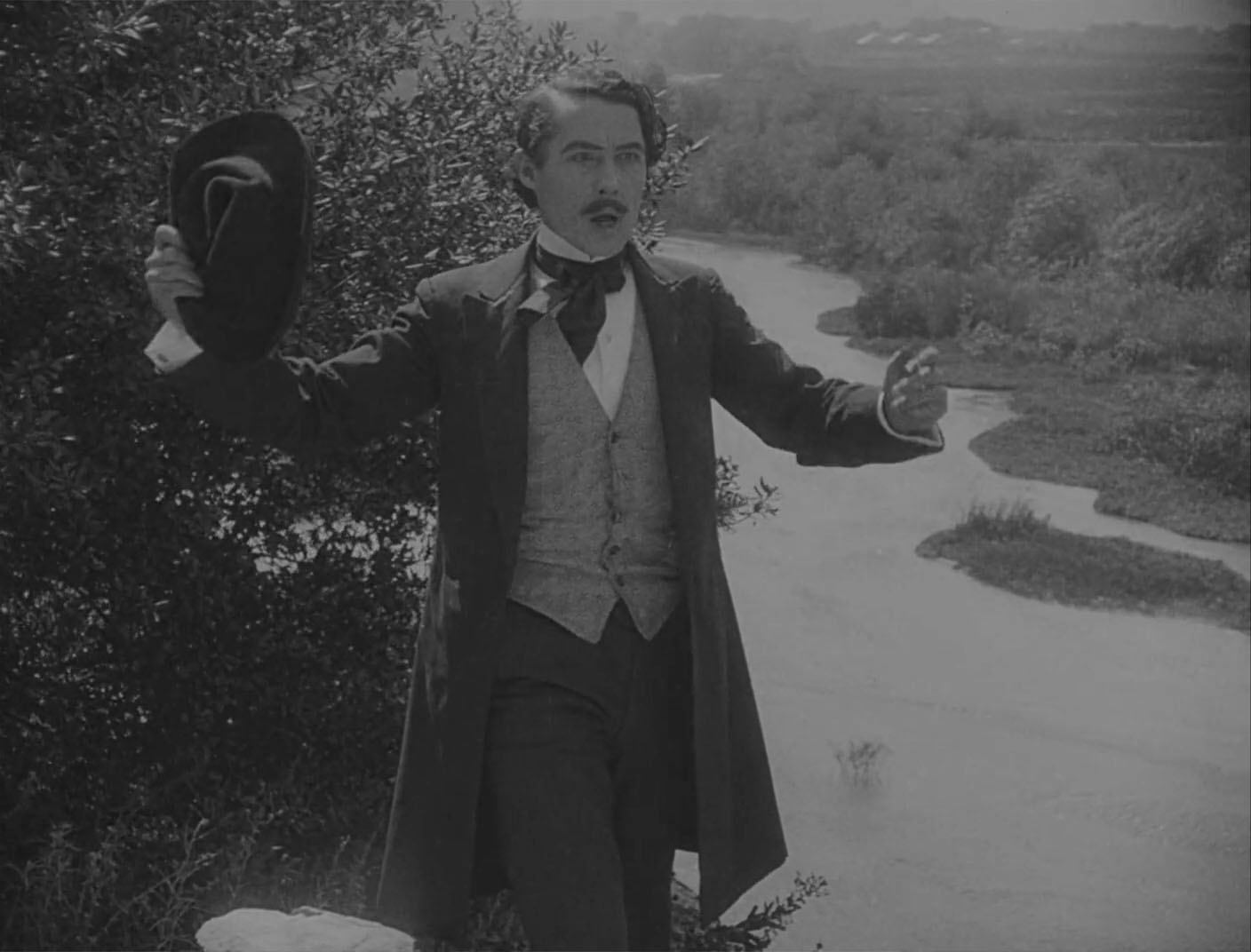
Ben Cameron (Henry B. Walthall) ha l'ispirazione per creare il KKK

Nascita di una nazione fu record d'incassi al botteghino: incassò tra i 15 e i 18 milioni di dollari al botteghino, l'equivalente di oltre 300 milioni nel 2006. Il biglietto per assistere al film fu il più caro di sempre: due dollari, equivalenti a 61 dollari di oggi. Ciò nonostante, rimase fino al 1938 il film dai guadagni complessivi più alti, scalzato solo da Biancaneve e i sette nani di Walt Disney.
Il film però attirò numerose proteste alle proiezioni, specie da parte della National Association for the Advancement of Colored People (NAACP). Scoppiarono rivolte a Boston, Filadelfia e in altre città in risposta alle tesi della pellicola, e il film venne vietato a Chicago, in Ohio, a Denver, a Pittsburgh, a Saint Louis ed a Minneapolis. Si disse che incoraggiava la creazione di gruppi di bianchi e li spingeva ad attaccare i neri. A Lafayette, Indiana, un bianco uccise un ragazzo nero dopo aver visto il film. Nascita di una nazione è stato correlato anche a una rinascita del Ku Klux Klan e all'aumento dei linciaggi verificatosi a partire dall'anno di uscita della pellicola negli stati del Sud. Il fondatore del moderno Ku Klux Klan, William J. Simmons, ebbe a dichiarare che Nascita di una nazione fu "tremendamente di aiuto per il Klan”.
Il film venne proibito a lungo in Europa, dove combatterono gli eserciti alleati con una parte delle proprie truppe costituite da soldati di colore.
Griffith si disse sorpreso dall'accoglienza aspra: da buon protestante fu profondamente turbato dagli scontri e scrisse un pamphlet in risposta alle critiche, The Rise and Fall of Free Speech in America, dove si appellava al diritto di esprimere liberamente le proprie convinzioni politiche. Più convincente fu l'autodifesa alle accuse di razzismo rappresentata dal film che preparò per l'anno: Intolerance, dedicato alla condanna di tutte le forme di violenza e intolleranza.
Il punto più critico del film è nella tesi secondo cui il Ku Klux Klan sarebbe nato per imporre l'ordine al Sud scosso dagli effetti della guerra, "messo in pericolo" dai suoi "incontrollabili" cittadini neri e dai loro alleati abolizionisti, mulatti e politici repubblicani traditori. Questa visione era diffusa tra gli storici statunitensi di allora, tra cui soprattutto quelli della Dunning School, secondo i quali "i neri sono ingenui come bambini e sotto molti aspetti hanno un intelletto simile a quello dei bambini" e "dare ai neri il diritto di voto è stato un crimine contro la civiltà". Tale impostazione era però messa in discussione da W.E.B. Du Bois e da altri storici dell'epoca (alcuni dei quali meridionali come C. Vann Woodward and Francis Simkins), ignorati dalla corrente opposta. Questa visione sarebbe rimasta sino agli anni a cavallo la Seconda guerra mondiale - il saggio On Rewriting Reconstruction History di Howard K. Beale è del 1940 mentre il fondamentale The South Under Reconstruction di E. Merton Coulter è del 1947 - e ci vollero le lotte per i diritti civili degli anni cinquanta e sessanta per spingere a una definitiva rivalutazione oggettiva di quell'epoca.

## Linguaggio cinematografico

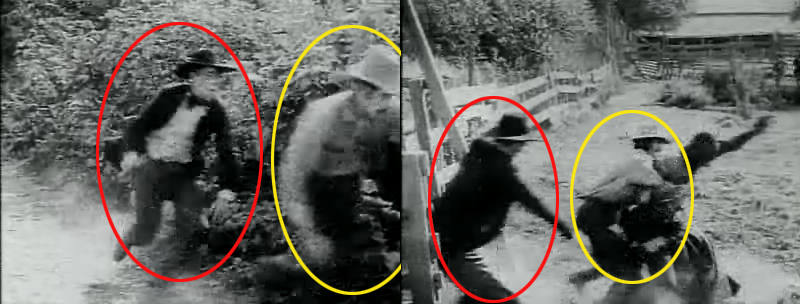
Raccordo di movimento: inseguimento di un ribelle

Se dal punto di vista storico e sociale il film ebbe un ruolo molto controverso e oggi superato, dal punto di vista della tecnica cinematografica esso rappresenta un vero spartiacque nella storia del cinema, quale primo film "narrativo", reso straordinariamente vivido e potente dalla prima applicazione del montaggio analitico; inoltre è il primo film dove la storia in sé divenne il principale motivo di interesse rispetto all'impatto visuale (effetti speciali, scenografie, acrobazie) fino ad allora preponderante.
Per comprendere l'importanza di The Birth of a Nation bisogna premettere quello che fino ad allora era stato il cinema. Nel decennio anteriore al 1915 la produzione cinematografica si era basata su film composti da singole inquadrature fisse, inanellate l'una all'altra con nessi logici piuttosto liberi: le sequenze, quando presenti, erano confuse, con salti temporali imprecisati e overlap (sovrapposizione temporale di due scene). Era necessaria la presenza fisica di un narratore in sala per spiegare la storia, la quale, dopotutto, non era che un pretesto per mostrare effetti speciali fantasmagorici, visioni di luoghi e mondi lontani nello spazio e nel tempo. Gradualmente gli operatori iniziarono a spezzare i lunghi piani fissi in più inquadrature e la nascita dei nickelodeon, sale cinematografiche a bassissimo prezzo per la classe dei lavoratori, impose la costruzione di storie più semplici, dal semplice schema dei buoni e cattivi contrapposti, con lieto fine. Alcune scuole cinematografiche però, in particolare la nascente industria cinematografica italiana, riuscirono a creare film più lunghi e articolati, con più inquadrature brevi e con movimenti di camera.
A questo punto entrò in scena Griffith, che mise a punto un sistema di inquadrature molto brevi, con tutte le tecniche finora sperimentate e con altre inedite, finalizzando il tutto alla creazione di un linguaggio cinematografico nuovo, sistematico, integrato in un unico grande corpo narrativo. La narrazione "alla Griffith" venne poi perfezionata e divenne quella canonica conosciuta e usata ancora oggi, quale strumento fondamentale della tecnica cinematografica. Il pilastro di questo nuovo linguaggio era il sistema del montaggio analitico, che ricomponeva le singole inquadrature frammentarie creando alcuni effetti specifici. Si passava da piani d'insieme a piani ravvicinati, fino a primi piani molto ravvicinati e dettagli (e viceversa), seguendo lo sviluppo logico dell'azione.

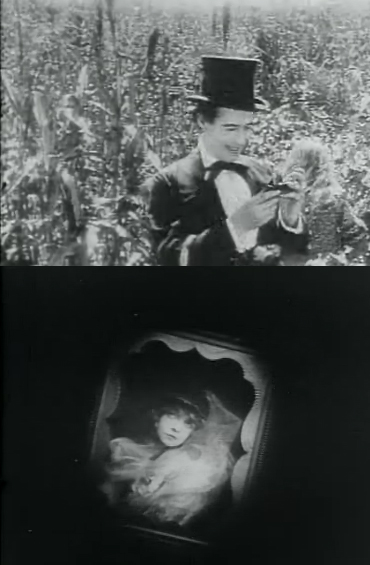
Raccordo di soggettiva: Ben Cameron si innamora di Elsie Stoneman guardandone il ritratto

I tipi di raccordo tra le inquadrature del montaggio analitico erano essenzialmente tre, tutti usati ampiamente ne La Nascita di una Nazione (sebbene ancora con qualche imprecisione):
- il raccordo sull'asse: salto da un'inquadratura ampia a una più stretta, magari un dettaglio, o viceversa, mantenendo sempre lo stesso asse visivo; esso ha come sottospecie il raccordo di posizione, quando la cinepresa cambia leggermente punto di vista tra un'inquadratura e l'altra, per evidenziare un particolare o un'azione.
- il raccordo di sguardo: inquadratura di un personaggio che guarda qualcosa e salto all'inquadratura dell'oggetto guardato; quando l'oggetto viene presentato con lo stesso punto di vista del personaggio si parla di raccordo con soggettiva; si tratta di una tecnica fondamentale del cinema perché fa immedesimare il pubblico coi personaggi
- il raccordo di movimento: nello svolgersi del movimento di un personaggio (o di un qualsiasi altro elemento) la cinepresa si sposta per salti da un luogo all'altro, seguendo il personaggio stesso senza però movimenti di camera; regola fondamentale è evitare lo "scavalcamento di campo", cioè quando un personaggio esce ad esempio da destra e invece di rientrare a sinistra nella scena successiva lo fa dalla direzione opposta, dando la sensazione che abbia cambiato strada.

Esiste poi la tecnica del montaggio alternato, usato per unire due scene separate, che venivano montate un po' seguendo l'una un po' l'altra, con effetti particolarmente incalzanti (si pensi nel film alle storie delle due coppie di fidanzati Cameron-Stoneman ed alle loro vicende divise montate ad arte).
Per rompere la monotonia dell'inquadratura rettangolare Griffith fece un ampio uso di mascherini. Inoltre Griffith sperimentò inquadrature come il primo piano (close-up) sui volti che provavano emozioni, creando per la prima volta dei veri e propri protagonisti, sondati fin nella psicologia, tanto che sembrava di poter leggere anche quello che stavano pensando. A differenza dei personaggi tutti generici della filmografia precedente, Griffith stabilisce un nuovo tipo di legame tra i suoi personaggi e il pubblico, che per la prima volta ha l'impressione di conoscerli "personalmente", grazie a una serie di primi piani di presentazione e a inquadrature che ne evidenziano il carattere, sia esplicitamente che con allusioni. Si pensi a Elsie Stoneman, ritratta all'inizio mentre abbraccia il padre in un tenero quadro familiare; si pensi ai Cameron, presentati in ripetuti dettagli nella loro grande casa tra gattini e cagnolini, a sottolineare la loro indole buona.
In questo senso La nascita di una nazione fu un film di portata storica, che gettò le basi della tecnica cinematografica e dimostrò quanto lo spettatore potesse essere calamitato nella storia: viene infatti considerato la prima opera inequivocabile del cinema narrativo, a fronte del precedente periodo del cinema delle attrazioni.
Griffith inoltre, nella semplice ma sempre efficace contrapposizione tra bene e male senza zone grigie, importò nel cinema lo schema del romanzo ottocentesco, di matrice vittoriana. Non fu esattamente il primo, ma sicuramente fu il più influente a usare questo modello narrativo, che tanto successo ebbe in seguito a Hollywood. Inoltre Griffith in questo film riuscì a creare una perfetta fusione tra dramma collettivo e dramma individuale.

## Influenza politica

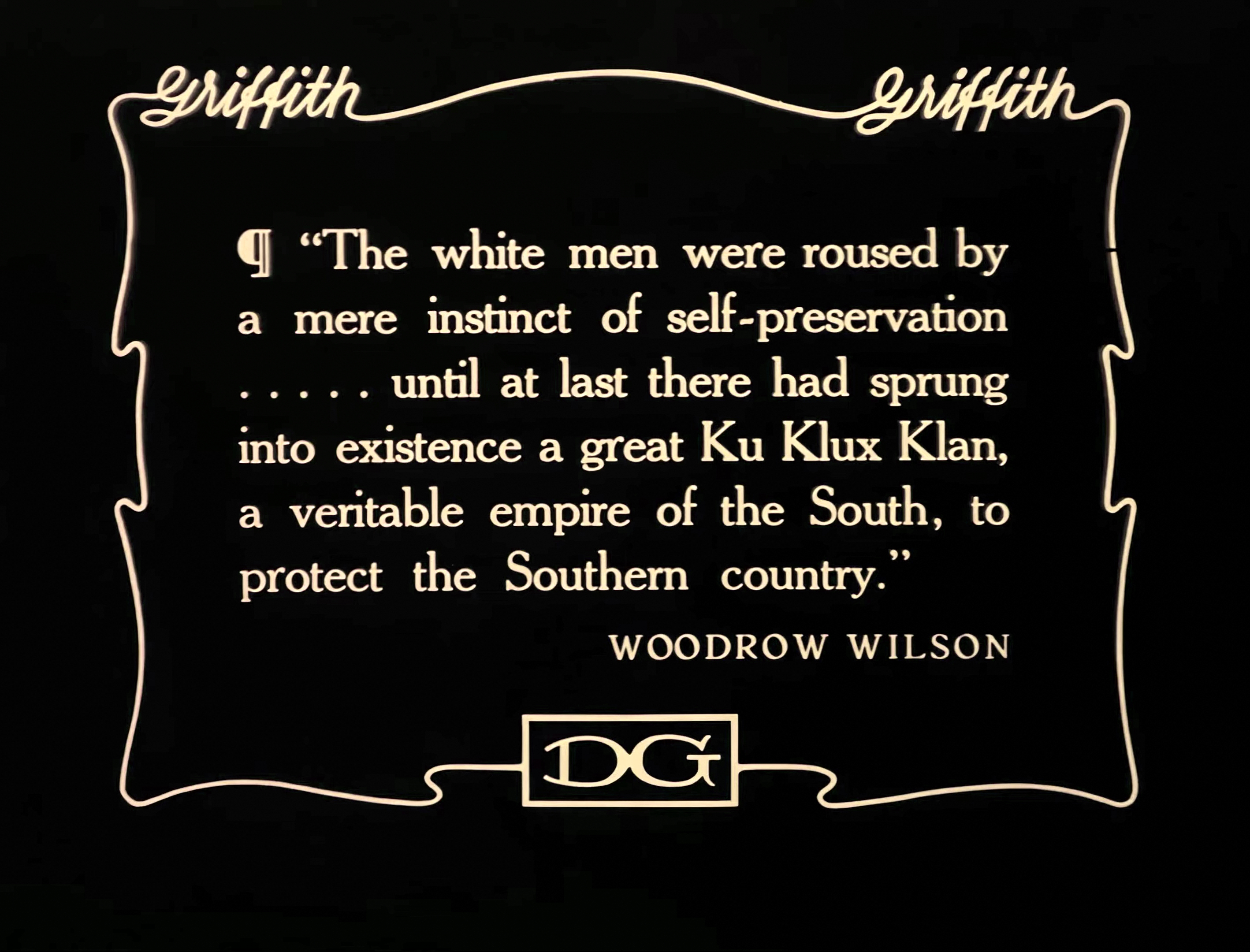
L'opera di Woodrow Wilson History of the American People è citata in Nascita di una nazione

In Nascita di una nazione è possibile leggere anche un discorso politico, che sostiene la tesi reazionaria secondo la quale i neri sono una razza inferiore e soltanto i bianchi sono in grado di esercitare e difendere la giustizia. Secondo l'Università di Houston e lo storico cinematografico Steven Mintz, il messaggio inserito nel film è infatti che la Ricostruzione fu un disastro, che i neri non avrebbero dovuto essere integrati nella società e che le azioni violente del Ku Klux Klan avevano la giustificazione di ristabilire l'ordine.
Nascita di una nazione venne proiettato alla Casa Bianca su invito di Woodrow Wilson. Dopo la proiezione, egli dichiarò di disapprovare quella "nefasta produzione". Il braccio destro di Wilson, Joseph Tumulty, disse: "il presidente ignorava la natura dello spettacolo prima di vederlo, e non ha nemmeno per un istante espresso approvazione per lo stesso." Wilson, tuttavia, tenne diverse visioni private della pellicola alla Casa Bianca.
In Wilson: The New Freedom di Arthur Link, Tumulty negò che Wilson abbia mai riconosciuto al film di contenere delle verità di base: "È come la storia scritta con un fulmine. E l'unica cosa di cui mi rammarico è che sia così terribilmente vera." La fonte della citazione sembra essere l'autore stesso di The Clansman, Thomas Dixon, ex compagno di corso di Wilson e organizzatore delle visioni private. Va però detto che Wilson, durante la presidenza alla Princeton University, combatté contro l'integrazione e come presidente degli Stati Uniti reintrodusse la segregazione nelle cariche federali.
Diversi registi indipendenti neri fecero un adattamento dell'opera di Emmett J. Scott The Birth of a Race (1919) in risposta a The Birth of a Nation. Il film mostrava un'immagine positiva dei neri, fu massacrato dalla critica bianca ma ottenne discreto successo da parte dell'audience nera e nei teatri che non applicavano la segregazione. Allo stesso modo, il regista, scrittore e produttore Oscar Micheaux creò Within Our Gates (1919) in risposta a Nascita di una nazione.